# Eddy Hartono
Eddy Hartono (n. 19 iulie 1964, Indonezia) este un jucător de badminton ce a reprezentat Indonezia, medaliat olimpic. A participat la o ediție a Jocurilor Olimpice (1992) în care a câștigat o medalie de argint.